# محمد جمال حشمت
د.محمد جمال حشمت من قيادات جماعة الإخوان المسلمين في مصر وعضو مجلس الشعب المصري (دورة 2000 و 2012) عن دائرة دمنهور، ولد في مدينة دمنهور عام 1956

## التعليم
- تخرج في كلية الطب بجامعة الإسكندرية عام 1980
- وحصل على الماجستير في طب المناطق الحارة من جامعة الإسكندرية عام 1986
- ثم على الدكتوراه حول مناعة الأمراض المستوطنة بإشراف مشترك بين جامعة الإسكندرية وجامعة بوخوم في ألمانيا عام 1993
- حاصل على دبلوم علوم سياسية ودراسات برلمانية يوليو 2003 م.

## العمل
- و كان يعمل أستاذاً للأمراض الطفيلية واستشاري للحميات وأمراض الكبد في معهد البحوث الطبية بجامعة الإسكندرية.
- شغل منصب رئيس مجلس إدارة ومدير مستشفى دار السلام التخصصي بدمنهور إحدى مستشفيات الجمعية الطبية الإسلامية.
- كان عضو اللجنة التأسيسية لجمعية رابطة أعضاء هيئة التدريس العاملين بالبحيرة.
- عضو لجنة الإغاثة الإنسانية باتحاد الأطباء العرب.
- كان له نشاط بارز في نقابة أطباء الإسكندرية ونقابة أطباء البحيرة.

## نشاطه السياسي
- بدأ نشاطه السياسي حينما التحق بمنظمة الشباب أحد أجنحة الاتحاد الاشتراكي في مصر عام 1972،
- وفي العام 1977 واصل نشاطه السياسي لكن عبر العمل الإسلامي الذي أصبح من خلاله أحد أعضاء مجلس الشعب عام 2000
- وقد سبق له الترشيح لمجلس الشعب عام 1995.
- عضو لجنة التنسيق بين الأحزاب والقوى السياسية والنقابات المهنية بمحافظة البحيرة.
- عضو مجلس الشعب (المجلس النيابي المصري) دورة عام 2000.
- عضو لجنتي: القيم، والشئون التشريعية والدستورية بالبرلمان المصري.
- له مشاركات فعالة بلجنة التعليم والبحث العلمي بالمجلس.
- بدأ الدكتور حشمت نشاطه البرلماني بطلب إحاطة عن روايات وزارة الثقافة التي تخدش الحياء العام.
- كما فجر الدكتور حشمت قضية أبناء أساتذة الجامعات والمخالفات التي تحدث معهم.
- كما فجر قضية إقامة مسابقات الجمال بمصر بلد الأزهر.
- كان مرشح الإخوان المسلمين عن دائرة دمنهور في انتخابات مجلس الشعب لعام 2005، وبعد إعلان فوزه بالمقعد حدث تغيير لنتيجة الانتخابات وأعلن فوز منافسه د/ مصطفى الفقي مرشح الحزب الحاكم. وقد أثار هذا الأمر لغطا كثيرا خاصة بعد شهادة أحد افراد اللجنة القضائية المشرفة على الانتخابات بما حدث من تزوير، حيث أثارت المستشارة نهى الزيني ذلك الأمر وأيدها حوالى 137 قاضى.

## وصلات خارجية
- د. جمال حشمت يكتب: تعليقًا على حديث د. صوفي أبو طالب - واختفاء قوانين الشريعة من البرلمان المصري، إخوان أون لاين، 29 مايو 2007م
- شهادة حية للقاضية نهي الزيني على مهازل التزوير بدمنهور لحساب د/مصطفى الفقي على حساب الفائز الحقيقي د/جمال حشمت، إخوان أون لاين، 24 نوفمبر 2005م
- إنجازات د. «جمال حشمت» طوال دورتين، إخوان أون لاين، 9 سبتمبر 2003م
- المستقبل السياسي للإخوان المسلمين في مصر،برنامج بلا حدود، قناة الجزيرة، 10 يناير 2001م
- الجماعات الإسلامية والغرب، برنامج الاتجاه المعاكس، قناة الجزيرة، 25 سبتمبر 2001م
- موقع إخوان البحيرة